# Cryptocentrum roseans
Cryptocentrum roseans là một loài thực vật có hoa trong họ Lan. Loài này được (Schltr.) A.D.Hawkes mô tả khoa học đầu tiên năm 1953.